# Väterchen Frost

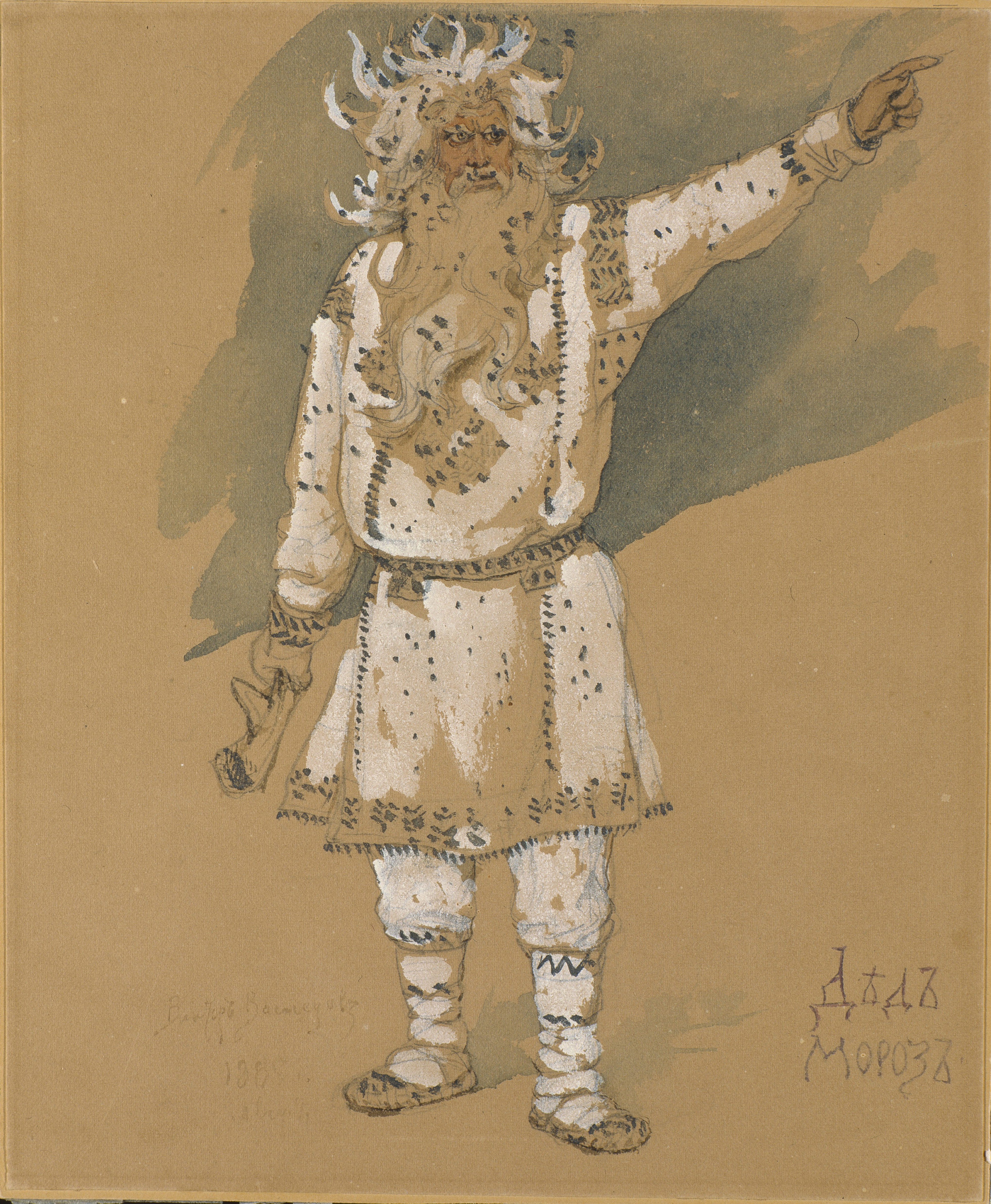
Wiktor Michailowitsch Wasnezow: Großvater Frost (Дед Мороз) 1885

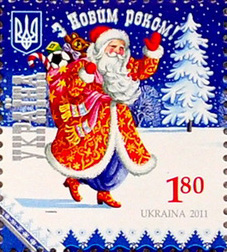
Väterchen Frost auf einer ukrainischen Briefmarke, 2011

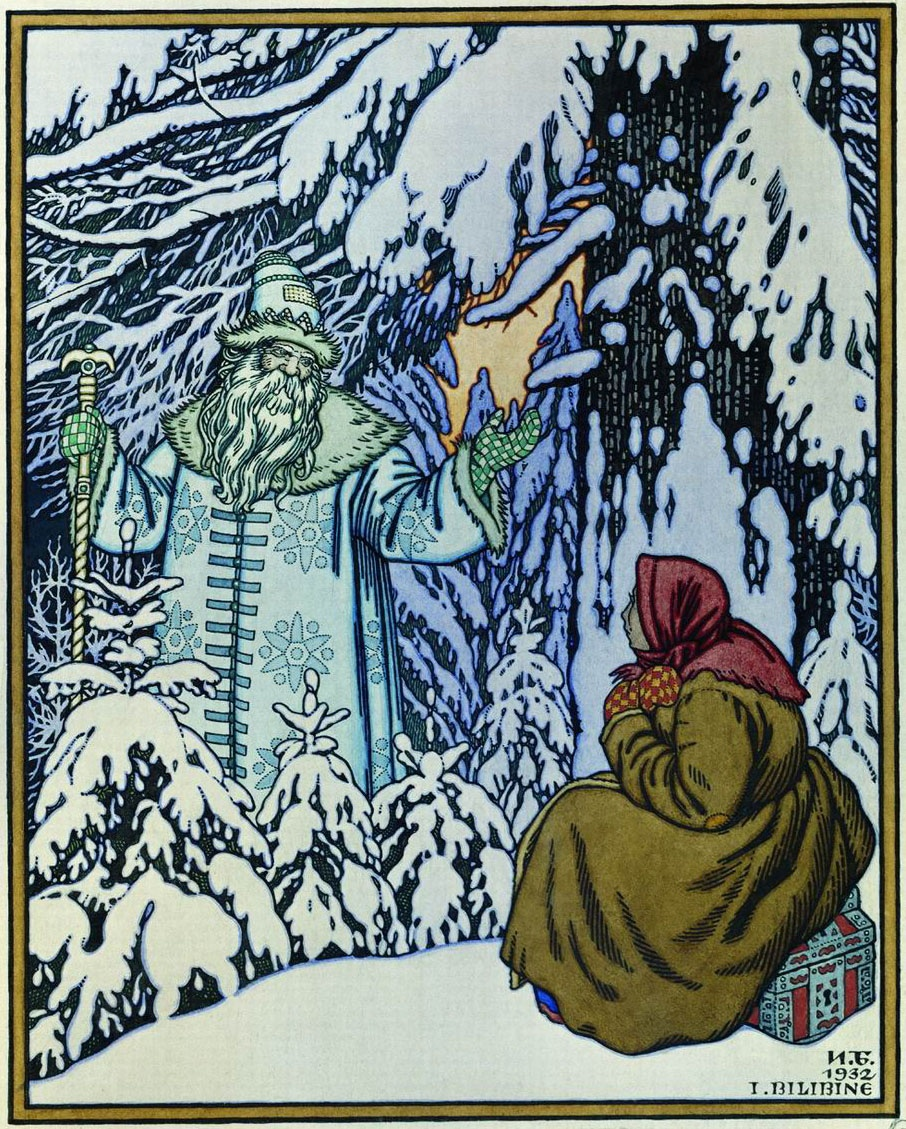
Väterchen Frost, Illustration von Ivan Bilibin

Väterchen Frost (u. a. russisch Дед Мороз Ded Moros oder Морозко Morosko, „Großvater Frost“, auch Deduschka Moros „Großväterchen Frost“, aber auch in nichtslawischen Sprachen, z. B. litauisch Senis Šaltis, estnisch Näärivana) ist eine dem Weihnachtsmann ähnelnde, ursprünglich russische Märchenfigur, die aus der slawischen Mythologie stammt. Sie ist die Personifikation des Winters. Väterchen Frost beschenkt in der Neujahrsnacht die Kinder. Dabei wird er von seiner Enkelin Snegurotschka (Schneemädchen oder Schneeflöckchen) begleitet. Auch in anderen osteuropäischen Ländern ist dieser Brauch verbreitet.

## Entstehung
Die Wurzeln der Figur von Djed Moros bzw. Väterchen Frost liegen in der slawischen Mythologie. Ursprünglich wurde die Figur als Winterzauberer oder -geist Morosko genannt. Die Figur ist seit Jahrhunderten in der (Märchen-)Literatur nachweisbar und erlangte besonders in der zweiten Hälfte des 19. Jahrhunderts in und außerhalb von Russland weite Verbreitung und große Popularität.
In den ersten Jahren nach der Oktoberrevolution wurde Djed Moros als Personifizierung des Winters und als Bestandteil der russischen Weihnachtstraditionen, wie alle anderen Weihnachtsfiguren, darunter auch Snegurotschka und Jolka (Ёлка – Tannenbaum), verunglimpft.
Die Figur des Väterchen Frost und das künstlich geschaffene „Jolkafest“ (am gregorianischen Silvesterabend) wurden in Russland so erfolgreich, dass auch nach Wiedereinführung des Feiertages für das religiöse Weihnachtsfest die meisten Russen an ihm festhalten. Mittlerweile hat Väterchen Frost sogar ein „offizielles“ Weihnachtspostamt in Weliki Ustjug, wohin man ihm schreiben und eine Antwort bekommen kann.
Väterchen Frost spielte auch in anderen slawischen Ländern insbesondere während des Sozialismus und Kommunismus eine große Rolle, war aber auch bereits zuvor dort bekannt. So wird die Figur zum Beispiel in Serbien Deda Mraz, in Tschechien Děda Mráz und in Slowenien Dedek Mraz genannt. Die Figur wurde allerdings als ein (vermeintlich) aus der Sowjetunion künstlich importierter Weihnachtsersatz weitgehend abgelehnt und ist heute nicht mehr verbreitet. Einzig und allein in Slowenien (Dedek Mraz) und Bulgarien hat sich dies erhalten. Dort nennt man ihn auch Дядо мраз (Djado Mraz).

## Entwicklung im 20. Jahrhundert
Da seit der Oktoberrevolution die christliche Religion unterdrückt wurde und es verboten war, Weihnachten als religiöses Fest zu feiern, und gleichzeitig statt des bis dahin üblichen julianischen der gregorianische Kalender eingeführt wurde, verschoben sich alle weihnachtlich-feierlichen Rituale. So feiern viele Russen das Weihnachtsfest erst 14 Tage später, also am 6. bzw. 7. Januar. Dagegen wird das Jolkafest zum gregorianischen Silvester und auch Djed Moros, der die Geschenke in der gregorianischen Silvesternacht bringt, auch mit Weihnachten in Verbindung gebracht.
Nach der heute verbreiteten Vorstellung hat Väterchen Frost einen langen, dicken weißen Bart und führt ein magisches Zepter, dessen Spitze alles, was sie berührt, gefrieren lässt. Er wohnt tief in der Taiga, ist sehr naturverbunden, fährt einen von drei Schimmeln oder Rentieren gezogenen Schlitten – die Troika – und trägt traditionell einen eisgrauen, mit Blautönen durchwebten Pelzmantel, diese können allerdings auch gelb oder grün sein. Unter westlichem Einfluss sind heute jedoch durchaus auch Darstellungen im roten Mantel zu finden. Diese Vorstellungen wurden vor allem durch die Literatur geprägt.

## Verarbeitungen
- Abenteuer im Zauberwald (1964), russischer Märchenfilm
- Frostfeuer (2005), ein Fantasyroman des deutschen Autors Kai Meyer, spielt im nördlichen Russland. Väterchen Frost tritt in der Einleitung auf und wird im Verlauf der Handlung nochmal als Schneemannbauer erwähnt.
- Auch in der russischen Serie Mascha und der Bär hat er in einigen Folgen Gastauftritte.
- Die Hüter des Lichts (2012)